# Leesteken
Een leesteken is een teken dat in tekst gebruikt wordt om de leesbaarheid te verbeteren. Soms geeft een leesteken ook aanwijzingen over de betekenis en uitspraak van de zin. De verzameling en het gebruik van leestekens heet interpunctie.

## Leestekens aan het einde van een zin
- Punt ( . )
- Vraagteken ( ? )
- Uitroepteken ( ! )

## Leestekens binnen een zin
- Puntkomma of kommapunt ( ; )
- Komma ( , )
- Gedachtestreepje ( – of — )
- Beletselteken ( ... ), vaak gebruikt bij de ellips
- Dubbelepunt ( : ), voor een opsomming of citaat
- Voetnootteken ( † ), wordt ook gebruikt als eindnoot en voor sterfgevallen en sterfdata
- Duitse komma ( / ), geeft vaak een keuzemogelijkheid aan

De spatie, de ruimte tussen twee woorden, is strikt genomen geen leesteken.

## Leestekens aan weerszijden van een woord of een zinsdeel
- Aanhalingsteken ( ' (enkel), " (dubbel), „ en ” (dubbel laag en hoog), of “ en ” (dubbel hoog verschillend))
- Haakje ( ( (openen) of ) (sluiten))
- Vierkant haakje ( [ ] ), wordt gebruikt voor geneste haakjes en voor het scheiden van commentaar, correcties en verduidelijkingen van de eigenlijke tekst.

## Leestekens binnen een woord
- Apostrof ( ' ), afkappingsteken of weglatingsteken
- Koppelteken ( - )
- Afbreekstreepje ( - )

## Leestekens op een specifieke letter
- accent aigu ( ´ ) onder andere in Franse spelling en leenwoorden
- accent grave ( ` ) onder andere in Franse spelling en leenwoorden
- accent circonflexe  ( ^ ) onder andere in Franse spelling en leenwoorden
- cedille ( Çç ) (ça va?)  (garçon) (reçu)

Zie ook Accenttekens in de Nederlandse spelling

## Spaties
Over het algemeen schrijft men vóór een leesteken geen spatie en erachter wel.
Hierop zijn enkele uitzonderingen: bij haakjes en aanhalingstekens aan het begin van een tekst is het andersom.
Een gedachtestreepje wordt soms met, soms zonder spaties aan weerszijden geschreven.
In het Frans wordt een spatie geschreven vóór een uitroepteken, vraagteken, puntkomma of dubbele punt.

## Spaanse leestekens
- In het Spaans wordt aan het begin van een vragende zin een omgekeerd vraagteken (¿) gezet.
- Vergelijkbaar met het vorige wordt in het Spaans aan het begin van een zin die eindigt op een uitroepteken, een omgekeerd uitroepteken (¡) gezet.